# NGC 4230
NGC 4230 је расејано звездано јато у сазвежђу Кентаур које се налази на NGC листи објеката дубоког неба.
Деклинација објекта је - 55° 5' 12" а ректасцензија 12h 17m 16,0s. Привидна величина (магнитуда) објекта NGC 4230 износи 13,3. NGC 4230 је још познат и под ознакама OCL 874.